# 31 Cygni
Omikron1 Cygni eller 31 Cygni, som är stjärnans Flamsteed-beteckning, är en dubbelstjärna belägen i den mellersta delen av stjärnbilden Svanen, som också har Bayer-beteckningen o1 Cygni och variabelbeteckningen V695 Cygni. Den har en genomsnittlig skenbar magnitud på ca 3,80 och är synlig för blotta ögat där ljusföroreningar ej förekommer. Baserat på parallax enligt Gaia Data Release 2 på ca 4,3 mas, beräknas den befinna sig på ett avstånd på ca 750 ljusår (ca 230 parsek) från solen. Den rör sig närmare solen med en heliocentrisk radialhastighet av ca -7,5 km/s.

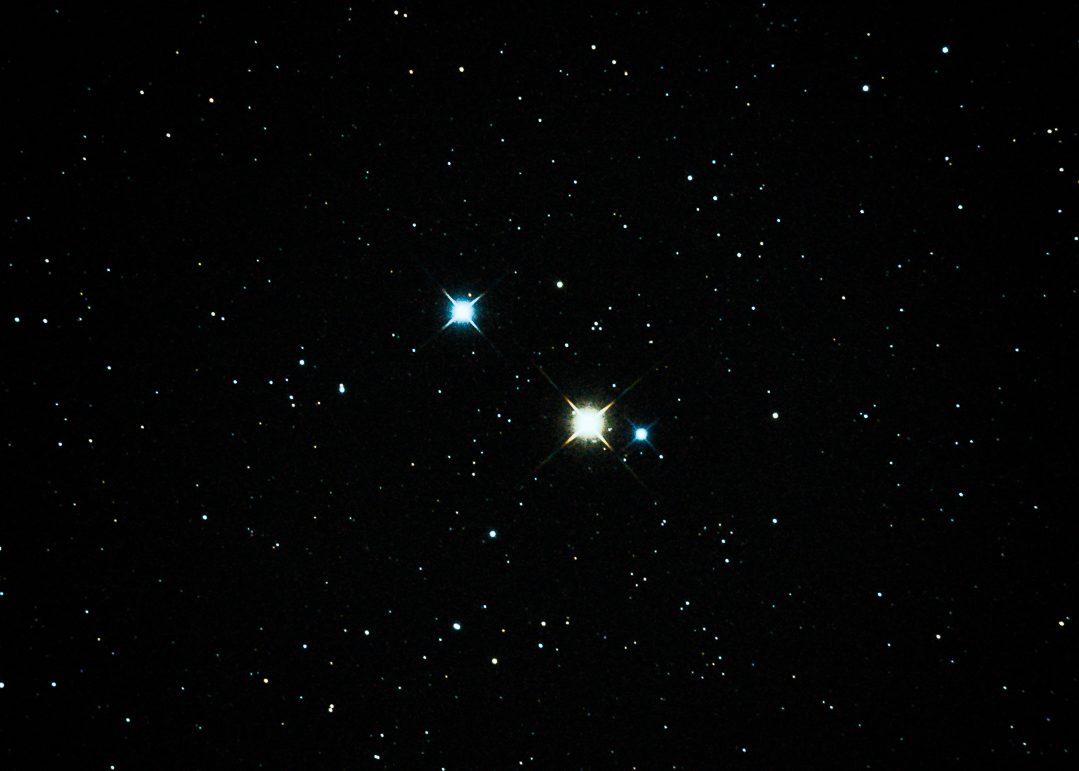
Dubbelstjärnan 31 Cygni strax nedanför centrum. Stjärnorna har också Bayer-beteckningen Omikron Cygni och den svagare komponenten kallas vanligtvis 32 Cygni. Den blåvita jätten 30 Cygni är snett upp till vänster.

Bayer-beteckningen Omicron Cygni har i olika sammanhang applicerats på två eller tre av stjärnorna 30, 31 och 32 Cygni. För tydlighetens skull är det att föredra att använda Flamsteed-beteckningen 31 Cygni snarare än en av Bayer-beteckningarna.

## Egenskaper
Primärstjärnan 31 Cygni A är en orange till röd superjättestjärna av spektralklass K4 Iab. Den har en massa som är ca 6,7 solmassor, en radie som är ca 127 solradier och utsänder ca 2 500 gånger mera energi än solen från dess fotosfär vid en effektiv temperatur av ca 4 000 K.
31 Cygni består av den orangea jätten V695 Cygni, eller 31 Cygni A, som är en förmörkelsevariabel av Algol-typ (EA/GS/D), och av en blå-vit underjätte. Följeslagaren är en ung stjärna med en ålder av 39,8 miljoner år, som har en massa som är ca 5 solmassor, en radie som är ca 5 solradier och en effektiv temperatur av ca 16 500 K. Den cirkulerar kring primärstjärnan med en omloppsperiod av 3 784,3 dygn och en excentricitet av 0,2084 ± 0,0031.
31 Cygni A varierar mellan visuell magnitud +3,73 och 3,89 med en period av 3784,3 dygn eller 10,36 år.